# Lars Fr. H. Svendsen
Lars Fredrik Händler Svendsen (* 1970) je norský spisovatel a filosof. Působí při Univerzitě v Bergenu. Vydal řadu knih, z nichž ve světě nejznámější je Malá filosofie nudy (Kjedsomhetens filosofi, 1999, česky 2011, překlad Ondřej Vimr).